# Gerrit de Heere
Gerrit de Heere est le 17e gouverneur du Ceylan néerlandais.